# Ясенок 1-й
Ясенок 1-й — деревня Афанасьевского сельсовета Измалковского района Липецкой области.

## География
Через Ясенок 1-й протекает река Ясенок и проходит автотрасса Р119 Орёл — Тамбов.
Через деревню проходит также просёлочная дорога, имеется одна улица (Речная).

## Население
| 2010 |
| ---- |
| 1    |